# Britische Lebensversicherung
Mit der Sammelbezeichnung britische Lebensversicherung wird eine Vielzahl unterschiedlicher Lebensversicherungs- und Rentenversicherungsprodukte bezeichnet, die typischerweise von Versicherern mit Sitz in Großbritannien bzw. im angelsächsischen Bereich angeboten werden. Im Rahmen des europäischen Binnenmarktes für Versicherungen können diese Produkte auch Bürgern in anderen Mitgliedsstaaten der EU angeboten werden, entweder direkt aus Großbritannien oder über eine Niederlassungen des Versicherers in dem betreffenden Mitgliedsstaaten.

## Britischer Lebensversicherungsmarkt
Der britische Lebensversicherungsmarkt existiert seit über 200 Jahren. Er hat einen Anteil von ca. 18 Prozent am europäischen Versicherungsmarkt und ist damit der größte Teilmarkt in Europa und der drittgrößte der Welt. Die Gesellschaften verwalten insgesamt rund 1.092 Milliarden britische Pfund und zahlen pro Tag 247 Millionen britische Pfund an Leistungen (Pensionsleistungen, Lebensversicherungsansprüche) aus und halten als institutionelle Investoren ca. 20 Prozent der britischen Aktien.  
Die Verträge werden üblicherweise zwecks Kapitalanlage, privater Altersvorsorge oder zur Absicherung eines Darlehens abgeschlossen. 
Auf dem britischen Lebensversicherungsmarkt werden kapitalbildende Lebensversicherungen mit der britischen Form der Überschussbeteiligung (With-Profit Endowments) oder auch vielfach fondsgebundene Lebensversicherungen angeboten. In den letzten Jahren nehmen komplexe Mischformen immer mehr zu.

## Aktienanlage und Glättung der Ergebnisse
Der wesentliche Unterschied zwischen einem britischen und den meisten kontinentaleuropäischen Versicherern besteht in der Kapitalanlagepolitik. Aufgrund der europäischen Vorschriften sind die rechtlichen Grundvorgaben zwar in allen Mitgliedsstaaten der EU weitgehend gleich. Doch die meisten kontinentaleuropäischen Lebensversicherer bieten relativ hohe garantierte Ablaufleistungen an. In einigen Ländern, z. B. Deutschland ab 2008, müssen auch die Rückkaufswerte von allen Anbietern, also auch von britischen Versicherern, während der Laufzeit der Höhe nach garantiert werden. Britische Lebensversicherungen sehen nur relativ geringe Garantien vor und diese auch nur zum Ablauf. Rückkaufswerte werden meist nicht garantiert. Dies gibt den britischen Lebensversicherern eine wesentlich größere Flexibilität bei der Kapitalanlage und diese können daher in deutlich größerem Umfang in stark volatile Kapitalanlagen wie Aktien investieren, allerdings stets im Rahmen der europaweit geltenden Obergrenze von 35 % der gesamten Kapitalanlagen. Im Rahmen von fondsgebundenen Lebensversicherungen ist die Kapitalanlage im Rahmen des Fondsprospektes frei.
Aufgrund dieser Anlagepolitik haben einzelne britische Lebensversicherer relativ hohe Kapitalanlagerenditen erzielt, die im Rahmen der Überschussbeteiligung teilweise den Versicherungsnehmern zugutekommen. Doch sind die Ergebnisse einer solchen Kapitalanlage sehr volatil und nicht vorhersehbar. Insbesondere bei kurzen Laufzeiten in Zeiten der Aktienkonjunktur haben einige britische Lebensversicherer deutlich höhere Renditen für die Versicherungsnehmer erwirtschaftet, als traditionelle kontinentaleuropäische. Andererseits gab es aber auch Versicherer mit wesentlich schlechteren Ergebnissen. Bei Verträgen mit den in Deutschland üblichen langen Laufzeiten von zwei bis drei Jahrzehnten oder noch länger gleichen sich die temporären Ergebnisse volatiler Anlagen zwar aus, doch ist oft die Kapitalmarktentwicklung der letzten Vertragsjahre für das Gesamtergebnis entscheidend. Es gibt keinen Nachweis, dass sich auf diese Art voraussichtlich langfristig bessere Ergebnisse erzielen lassen, als durch die sicherheits- und verlässlichkeitsorientierte kontinentaleuropäische Vorgehensweise.
Die britische Form der Überschussbeteiligung bewirkt, wie auch sonst oft in Kontinentaleuropa üblich, eine gewisse Glättung („Smoothing“) der starken Schwankungen der Kapitalerträge, allerdings deutlich zu Lasten der Verursachungsgerechtigkeit. Spitzen werden nicht ausgeschüttet, sondern zurückgestellt und in besonders schlechten Jahren insbesondere aus Wettbewerbsgründen zur Aufbesserung verwendet. Bei der Bestimmung der Überschussanteile der Versicherungsnehmer haben britische Versicherer einen in Kontinentaleuropa rechtlich kaum vorstellbaren Ermessensspielraum.

## Kostenstruktur
Die wesentlichen Details des Versicherungsvertrages müssen auch bei britischen Lebensversicherern gemäß EU-Recht den Kunden bereits vor Vertragsschluss mitgeteilt werden: Anlageverfahren der Gelder, Versicherungsbedingungen, Vertragsrecht, nicht zur Anlage vorgesehene Einbehalte von den Beiträgen und Risiken. 
Auch bei britischen Lebensversicherern werden den Kunden vorab unverbindliche Illustrations- und Modellrechnungen vorgelegt, in welcher fiktive Wertentwicklungen berechnet auf Basis verschiedener Wachstumsszenarien nach allen Abzügen von den Beiträgen dargelegt sind. Insbesondere wird dadurch für den Kunden auch erkennbar, welche Rendite erzielt werden muss, damit die Anlage die Abzüge vom Beitrag wieder ausgleicht. Die, allerdings nicht garantierten Rückkaufswerte berücksichtigen die anfänglich anfallenden Abschlusskosten nicht sofort zu Beginn, sondern verteilen sie wie in einigen kontinentaleuropäischen Ländern, Deutschland ab 2008, über 5 Jahre.

## Insolvenzschutzfonds
Neben der britischen Versicherungsaufsicht (FSA) wurde bereits 1974 mit dem „Policyholder Protection Act“ die gesetzliche Grundlage zur Absicherung der Anleger im Falle einer Versicherungsinsolvenz geschaffen. Der britische Feuerwehrfonds gilt mittlerweile auch für Anleger die ihren Wohnsitz nicht in Großbritannien haben (auf die EU beschränkt). Die Beteiligung am Sicherungsfonds Financial Services Compensations Scheme (FSCS) ist für britische Versicherungen verpflichtend und deckt im Insolvenzfall 90 % der Vertragswerte (inklusive eventuell vorhandener Überschüsse) ab. Versicherungen, die ihren Hauptsitz nicht in Großbritannien haben, aber Lebensversicherungen britischer Art anbieten, gehören nicht dem Sicherungsfonds FSCS an. Das ist insbesondere auch für die betriebliche Altersvorsorge ein wichtiger Aspekt. Zur Beurteilung des Insolvenzschutzes ist auch stets die jeweilige Finanzstärke der angloamerikanischen Unternehmen zu prüfen, da Ratings meist nur für den Hauptkonzern und nicht für die zugehörige Niederlassung in Deutschland, die ein eigenständiges Unternehmen darstellen kann, gelten. Hier können im Vorfeld einer Insolvenz nur Bürgschaftserklärungen der Muttergesellschaft dem Kunden weiterhelfen.

## Anbieter
Zu den bekanntesten Anbietern im deutschen Markt gehören:
- Canada Life (kein britischer Versicherer; bietet aber Policen britischer Art an)
- Clerical Medical
- Legal & General
- Sali (seit Anfang 2004 durch Canada Life aufgekauft)
- Standard Life (Übertragung des britischen Geschäfts auf irische Gesellschaft am 29. März 2019)
- Royal London
- MGM
- Friends Provident